# 효결숙황후
효결숙황후 진씨(孝潔肅皇后 陳氏, 정덕 3년 8월 14일(1508년 9월 18일) ~ 가정 7년 10월 19일(1528년 10월 31일))는 가정제의 정후이다. 원성(元城) 출신이며, 아버지는 진만언(陳萬言)이다.

## 생애
가정 원년(1522년)에 혼인을 하여 황후가 되었다. 그러나 가정제의 총애는 순비 장씨(順妃 張氏)에게 가고 있었다. 가정 7년(1528년)에 황후가 자기를 원망한다는 이유로, 크게 화를 냈는데, 그 때 황후가 회임하고 있었다. 가정제가 화를 내서 황후가 충격을 먹고 뱃속에 태아도 유산되었고, 우울증까지 걸렸다. 그 해 10월, 황후는 병을 이기지 못하고 붕어한다.

## 시호, 능호
처음에는 시호를 도령황후(悼靈皇后)라고 했다가, 예부상서 하언(夏言)의 의논으로 다시 개칭하여 시호를 효결황후(孝潔皇后)라고 추시하였다. 정식시호는 효결공의자예안장상천익성숙황후(孝潔恭懿慈睿安莊相天翊聖肅皇后)이다.
능호는 영릉(永陵)이다. 효열황후와 함께 태묘에 합장하였다.